# Europese kampioenschappen indooratletiek 2025 – 1500 meter mannen
De 1500 meter voor mannen op de Europese indoorkampioenschappen van 2025 vonden de series plaats op 6 maart en de finale op 7 maart 2025 en werd gehouden op de shorttrackbaan van Omnisport in Apeldoorn in Nederland. Het was de zesendertigste keer dat dit onderdeel op het programma stond.
De Noor Jakob Ingebrigtsen won de 1500 meter voor mannen. Ingebrigtsen maakte zijn favorietenrol waar door na zijn gelopen Wereldrecord eerder dit jaar de gouden plak op te eisen. Het was de derde achtereenvolgende keer dat Ingebrigtsen Europees kampioen indoor werd.  Ingebrigtsen zijn tijd in de finale 3.36,56 was niet sneller, maar dat mocht de pret niet drukken. De Fransman Azeddine Habz werd tweede in 3.36,92 en de Portugees Isaac Nader werd derde in 3.37,10.

## Records
Voorafgaand aan het toernooi waren dit het Wereldrecord, Europees record, Kampioenschapsrecord en de Wereld-, Europese leiding.
| Wereldrecord         | Jakob Ingebrigtsen | 3.39,63 | Liévin   | 13 februari 2025 |
| Europees record      | Jakob Ingebrigtsen | 3.39,63 | Liévin   | 13 februari 2025 |
| WL                   | Jakob Ingebrigtsen | 3.39,63 | Liévin   | 13 februari 2025 |
| EL                   | Jakob Ingebrigtsen | 3.39,63 | Liévin   | 13 februari 2025 |
| Kampioenschapsrecord | Jakob Ingebrigtsen | 3.33,95 | Istanbul | 3 maart 2023     |

## Resultaten[1]

### Series
De eerste drie van elke serie kwalificeerden zich direct voor de finale.

#### Serie 1
| Rang | Atleet             | Land                | Tijd    | Bijz. |
| ---- | ------------------ | ------------------- | ------- | ----- |
| 1    | Jakob Ingebrigtsen | Noorwegen           | 3.37,49 | Q     |
| 2    | Louis Gilavert     | Frankrijk           | 3.38,11 | Q     |
| 3    | Ruben Verheyden    | België              | 3.38,21 | Q     |
| 4    | Nuno Pereira       | Portugal            | 3.38,25 |       |
| 5    | Mahadi Abdi Ali    | Nederland           | 3.39,31 |       |
| 6    | Thomas Keen        | Verenigd Koninkrijk | 3.40,10 |       |
| 7    | Marius Probst      | Duitsland           | 3.41,32 |       |
| 8    | Pol Moya           | Andorra             | 3.41,48 |       |
| 9    | Cathal Doyle       | Ierland             | 3.48,15 |       |

#### Serie 2
| Rang | Atleet           | Land      | Tijd    | Bijz. |
| ---- | ---------------- | --------- | ------- | ----- |
| 1    | Isaac Nader      | Portugal  | 3.42,32 | Q     |
| 2    | Robert Farken    | Duitsland | 3.42,33 | Q     |
| 3    | Paul Anselmini   | Frankrijk | 3.42,47 | Q     |
| 4    | Mohamed Attaoui  | Spanje    | 3.42,53 |       |
| 5    | Federico Riva    | Italië    | 3.42,55 |       |
| 6    | Robin van Riel   | Nederland | 3.45,60 |       |
| 7    | Joonas Rinne     | Finland   | 3.48,68 |       |
| 8    | Jochem Vermeulen | België    | 3.54,33 |       |

#### Serie 3
| Rang | Atleet            | Land                | Tijd    | Bijz. |
| ---- | ----------------- | ------------------- | ------- | ----- |
| 1    | Neil Gourley      | Verenigd Koninkrijk | 3.40,24 | Q     |
| 2    | Azeddine Habz     | Frankrijk           | 3.40,43 | Q     |
| 3    | Samuel Pihlström  | Zweden              | 3.40,52 | Q     |
| 4    | Raphael Pallitsch | Oostenrijk          | 3.40,96 |       |
| 5    | Filip Rak         | Polen               | 3.41,43 |       |
| 6    | Noah Baltus       | Nederland           | 3.42,25 |       |
| 7    | Ignacio Fontes    | Spanje              | 3.42,28 |       |
| 8    | Yervand Mkrtchyan | Armenië             | 3.42,60 | SB    |
| 9    | Pieter Sisk       | België              | 3.43,02 |       |

### Finale
| Rang   | Atleet             | Land                | Tijd    | Bijz.     |
| ------ | ------------------ | ------------------- | ------- | --------- |
| Goud   | Jakob Ingebrigtsen | Noorwegen           | 3.36,56 |           |
| Zilver | Azeddine Habz      | Frankrijk           | 3.36,92 |           |
| Brons  | Isaac Nader        | Portugal            | 3.37,10 |           |
| 4      | Neil Gourley       | Verenigd Koninkrijk | 3.38,29 |           |
| 5      | Louis Gilavert     | Frankrijk           | 3.38,84 |           |
| 6      | Samuel Pihlström   | Zweden              | 3.39,07 |           |
| 7      | Ruben Verheyden    | België              | 3.41,70 |           |
| —      | Robert Farken      | Duitsland           | DNF     |           |
| —      | Paul Anselmini     | Frankrijk           | DQ      | TR.17.1.2 |